# Axel Helsted
Axel Theophilus Helsted, född den 11 april 1847 i Köpenhamn, död där den 17 februari 1907, var en dansk målare, son till Frederik Ferdinand Helsted, syssling till Carl och Edvard Helsted.
Helsted studerade vid Köpenhamns akademi 1861–1866 och därpå i Paris och Italien. År 1882 fick han utställningsmedaljen för genremålningen Fader och son (Konstmuseet, som äger även Grubblaren, Den månadsrasande, Ve er, ni skriftlärde! med flera verk).
Helsted målade samtidsgenrer, som Två bröder vid sin moders dödsbädd, En deputation, Friaren, Föreläsning för damer, Klockan drages upp (Glyptoteket i Köpenhamn), Stadsfullmäktige (Kunsthalle i Hamburg). Han var en underhållande berättare, en skarp psykolog och satiriker. Helsted är representerad vid bland annat Nationalmuseum